# Mourir comme un homme
Pour plus de détails, voir Fiche technique et Distribution.
Mourir comme un homme (en portugais Morrer como um homem) est un film franco-portugais réalisé par João Pedro Rodrigues, sorti en 2009, en sélection officielle au Festival de Cannes 2009 (« Un Certain Regard »).

## Synopsis
Tónia est une femme transgenre vieillissante, qui gagne sa vie en tant que drag queen dans un cabaret de Lisbonne. Avec l'âge, elle est confrontée à la solitude, à la maladie, à l'arrivée d'artistes plus jeunes qui la concurrencent, à la dépendance à l'héroïne de son amant, Rosário. Son entourage la presse d'entreprendre une dernière opération pour devenir "vraie" femme, cependant qu'elle ne parvient pas à cerner sa propre identité alors que ses prothèses mammaires s'infectent, qu'elle est rejetée par Rosário et son propre fils transphobe et homophobe, et s'inquiète du jugement de Dieu. Tónia tâche de vivre en femme, avant de devoir, à cause de la maladie, mourir comme un homme.

## Fiche technique
- Titre original : Morrer como um homem
- Titre français : Mourir comme un homme
- Réalisation : João Pedro Rodrigues
- Scénario : João Pedro Rodrigues, Rui Catalão et João Rui Guerra da Mata
- Montage : Rui Mourão et João Pedro Rodrigues
- Direction artistique : João Rui Guerra de Mata
- Pays d'origine :  France,  Portugal
- Langue : portugais
- Dates de sortie : 
  -  France : 22 mai 2009 (Festival de Cannes)
  -  Portugal : 15 octobre 2009
  -  France : 28 avril 2010
  -  Argentine : 3 février 2011
  -  Allemagne : 3 février 2011
  -  États-Unis : 8 avril 2011

## Distribution
- Fernando Santos : Tonia
- Alexander David : Rosário
- Chandra Malatitch : Zé Maria
- Cindy Scrash : Irene
- Carloto Cotta : Carlos
- Jenny Larrue : Jenny
- Gonçalo Ferreira de Almeida : Maria Bakker
- Miguel Loureiro : Paula
- John Romão : Mendes
- André Murraças : Docteur Felgueiras

## Distinctions

### Récompense
- 2010 : Festival international du cinéma indépendant de Buenos Aires : Cinema of the Future Award
- 2010 : MEZIPATRA, Festival du film gay et lesbien Tchèque : Grand Prix du jury

### Nominations
- 2009 : Festival de Cannes : 
  - Prix Un certain regard
  - Un certain regard - Prix du jury
  - Un certain regard - Prix spécial du jury

- 2010 : Globos de Ouro :
  - Meilleur film
  - Meilleur acteur (Fernando Santos)

## Critiques
- « Mourir comme un homme a la fulgurance d'un tract poétique », Têtu
- « Somptueux et élégiaque »[1], Les Inrockuptibles
- « Mourir comme un homme est un opéra baroque, du Mozart d'aujourd’hui », Libération
- « Une vertigineuse méditation sur l'identité », Première
- « Un chant du cygne et un renouveau », Les Cahiers du cinéma
- Nommé 7e dans la liste des dix meilleurs films de l'année des Cahiers du cinéma[2].